# Jean-François-Nicolas Loumyer
 (mars 2020).
Jean-François-Nicolas Loumyer (né en 1801 et mort en 1875) est un archiviste du département héraldique de Belgique. Il a utilisé le nom de plume « Auguste Wahlen ».

## Publications
- Jean-François-Nicolas Loumyer et Auguste Wahlen, Mœurs, usages et costumes de tous les peuples du monde, d'après des documents and authentiques et les voyages des plus récents, Bruxelles, Librairie historique-artistique, 1843-44 (OCLC 3004657)En 4 tomes : t. I, Asie, 1843 ; t. II, Afrique-Amérique, 1844 ; t. III, Europe, 1844 ; t. IV, Océanie, 1843.
- Jean-François-Nicolas Loumyer et Auguste Wahlen, Histoire, costumes et décorations de tous les Ordres de chevalerie et marques d'honneur, Bruxelles, librairie historique-artistique, 1844 (OCLC 39254930, BNF 41663319, lire en ligne)
- Jean-François-Nicolas Loumyer, De la prononciation du grec et du latin, Bruxelles, P.-J. Voglet, 1840, 72 p. (OCLC 457654473, BNF 30838457)
- N. L., La Mort du duc d'Enghien : tragédie, s.l., s.n., s.d., 12 p. (OCLC 457654465, BNF 30838456)